# Zdunye (Gosztivar)
Zdunye (macedónul: Здуње, albánul Zdunja) település Észak-Macedóniában, a Pologi körzet Gosztivari járásában.

## Népesség
| Lakosok száma | 731  | 857  | 890  | 1111 | 1116 | 1068 | 1632 | 2140 | 1410 |
|               | 1948 | 1953 | 1961 | 1971 | 1981 | 1991 | 1994 | 2002 | 2021 |

2002-ben 2 140 lakosa volt, akik közül 998 albán, 659 török, 467 macedón, 9 cigány, 1 szerb és 6 egyéb.